# Пилява (Хмельницький район)
Пи́лява — село в Україні, у Старосинявській селищній громаді Хмельницького району Хмельницької області.  

## Назва
По одній з версій  назву села пов'язують з давньою назвою ріки Іква — Пилява.

## Географія
Розташоване на заході Старосинявського району і межує зі Старокостянтинівським районом. Лежить на річці Іква, яка має протяжність близько 90 км. Сільській раді підпорядковується ціла низка сіл: Пилява, Миколаївка, Олексіївка, Олександрівка. Загальна кількість населення становить близько 2 тисяч осіб.

## Історія
Село існувало досить давно, перша назва — Пилявці.
У податкових списках Пилявці значились у 1530 році, а в 1566 мало 11 плугів та декілька млинів.
У першій половині XVII ст. за 5 км від Пилявців були рештки села Старі Галичинці (Stare Galichyńce), яке знищили татари.
Село належало Ядвізі Белжецькій на Бучачі — дочці коронного гетьмана Єжи Язловецького, фундаторці домініканського кляштору в місті Мурафа. По кляшторній фундації голинчанські ґрунти перейшли до мурафських домініканів. За проханням о.домініканців, особливо о. Августіна Петриковського, прокуратора монастиря, король Владислав IV Ваза у 1640 році дає право закласти на голинчанських ґрунтах місто Пиляву і для кращої охорони від татарських набігів, збудувати замок. Війт мав та уряд міста мали звітувати у всіх справах перед настоятелем монастиря та вирішувати усі справи у т.ч. карні. Місту надали магдебурзьке право, запровадили 4 ярмарки на рік, та торги кожен понеділок та четвер. Мешканці міста на 8 років звільнялися від податків, мит та поборів-подимного, чопового та інших. Це призвело до швидкого розвитку міста.

### Пилявецька битва
21 вересня 1648 року під Пилявою розпочалась одна з найбільших в історії України битв — Пилявецька битва, у якій козацьке військо під командуванням Богдана Хмельницького розгромило польську армію. В результаті цього Поділля та більша частина Волині були визволені від коронної шляхти. Також у результаті битви містечко Пилява було знищено. Околиці Пилявців були ареною боїв з шляхтою у 1649 і 1651 роках.

### У часи Руїни, у складі РП та Російської імперії.
Після закінчення визвольної війни містечко залишилось у складі Речі Посполитої. У результаті руйнування оборони замку, у другій половині XVII ст, містечко зазнавало спустошливих набігів татар. Після кількох нападів, 1667 року села навколо Пиляви опустіли. За подимними списками 1668 року в містечку налічувалося 6 димів (дворів).
У першій половині XVIII ст. Пилявці стали маєтністю князів Любомирських, пізніше  місто належало Чарторийським, від нього перейшло до Яна Чарнецького, каштеляна брацлавського. У 1778 році місто налічувало 262 будинки.
Після Другого розділу Польщі — містечко Літинського повіту Подільської губернії.
У ХІХ ст. — власність Чарнецьких та Мєжвінських. У 1887 році мало 306 буд., 2200 мешк., дві церкви — св.Юрія-Георгія та Успіння, єврейський дім молитви, млин, 28 ремісників. Центр волості, мало відділення сільського банку, який надавав позики селянам. 1898 року почала діяти церковно-парафіяльна школа.
Протягом 1910—1912 рр. з Пилявської волості до Іркутської губернії переселилося 33 родини, до Томської — 2, на Далекій Схід — 49 родин.
В 1913 році правобережна частина Пиляви була виділена в самостійний населений пункт і названа Олексіївкою.
7 (20) листопада 1917 року, відповідно до Третього Універсалу Української Центральної Ради, увійшло до складу Української Народної Республіки.

### У складі СРСР.
З червня 1919 року по листопад 1920 Пилява перебувала в зоні бойових дій між польськими, більшовицькими та українськими військами. З березня 1923 року Пилява ввійшла до складу Старосинявського району Проскурівського округу УРСР. Колективізація 1929-1930 р.р. викликала спротив частини селян, які вчинили замах на більшовицьких активістів. У 1930 році з села було вислано сім'ї т.зв. «куркулів». Обрана на загальних зборах села комісія вилучила з їхніх господарств тягло і реманент і передала їх новоствореним колгоспам.
У 30-ті р.р.в Пиляві було закрито церкви й молитовні будинки. 1935 року відкрито дитячі ясла, амбулаторію, наступного — пологовий будинок.
11 липня 1941 року Пилява була зайнята німецькими військами. 19 серпня 1941 року в кар’єрі поблизу с. Олексіївки було розстріляно 180 євреїв.
В ніч з 7 на 8 березня 1944 року частини 1-ї гвардійської армії, якою командував генерал-полковник А. А. Гречко, зайняли Пиляву.
У червні 1950 року пилявський колгосп об’єднався з артілями сіл Олександрівни та Вишневого у господарство ім. Жданова, а в жовтні до нього приєднався колгосп «Зоря соціалізму» с. Пиляви. В 1960 році відбулося об’єднання артілей ім. Жданова (с. Пилява), ім. Червоної Армії (с. Олексіївка) та ім. Богдана Хмельницького (села Пилявка і Карпівці) в одне господарство, яке стало називатися «Дружба». Тільки у 1965 року колгосп перейшов на грошову оплату праці.
З жовтня 1970 року в Пиляві почав працювати філіал Грицівського сільського профтехучилища № 8. На початку 70-х р.р ХХ ст. в селі діяли будинок побутового обслуговування, універмаг, 4 спеціалізовані магазини, їдальня, пекарня, поштове відділення, радіовузол, дільнична лікарня на 25 ліжок, амбулаторія, середня та 8-річна школи, 2 дошкільні дитячі заклади, будинок культури, бібліотека.

### Незалежна Україна
12 червня 2020 року, відповідно до розпорядження Кабінету Міністрів України № 727-р «Про визначення адміністративних центрів та затвердження територій територіальних громад Хмельницької області», увійшло до складу Старосинявської селищної громади.
19 липня 2020 року, в результаті адміністративно-територіальної реформи та ліквідації Старосинявського району, село увійшло до складу новоутвореного Хмельницького району.

## Населення

### Мова
Розподіл населення за рідною мовою за даними перепису 2001 року:
| Мова       | Кількість | Відсоток |
| ---------- | --------- | -------- |
| українська | 670       | 99.7%    |
| російська  | 2         | 0.3%     |
| Усього     | 672       | 100%     |

## Визначні пам'ятки

### Пилявський замок

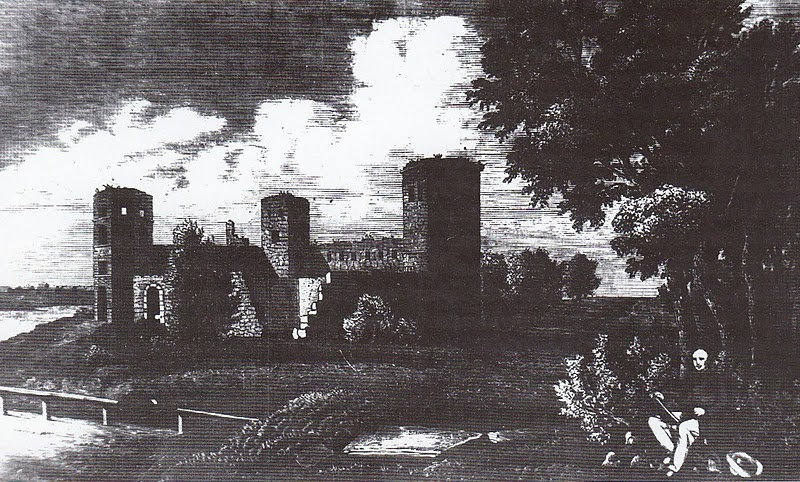
Пилява. Замок. 1640 р. Гравюра 1864 р.

Замок містився на правому боці річки Іква. На початку 20 сторіччя тут були руїни двох башт і будинку між ними з брамою. Дослідник Юхим Сіцинський пише, що замок був квадратний у плані, з довжиною боків 50 м.
Восени 1648 р. Б. Хмельницький здобув Пилявський замок, у якому проводив переговори з поляками, чекаючи на кримську допомогу. Замок був узятий хитрощами.
У наш час від замку не залишилось навіть каменя.

### Церква Успіння
Церква Успіння збудована у 1799 р., була дерев'яною триверхою. Нова церква збудована у 1890—1895 р. р. — кам'яна одноверха, разом із дзвіницею. Шанований старовинний образ на дереві — Божа мати з Антонієм і Феодосієм Печерськими. Парафія — на південному березі річки Іква. Церква існує і досі. За радянських часів у ній був склад мінеральних добрив, потім — пилорама. У 1990-х роках церкву відреставрували і в ній відновились богослужіння. Тепер це — село Олексіївка, яке лежить на правому березі р. Іква навпроти села Пилява, розташованої на лівому березі. Раніше це було одне містечко.

### Церква святого Георгія

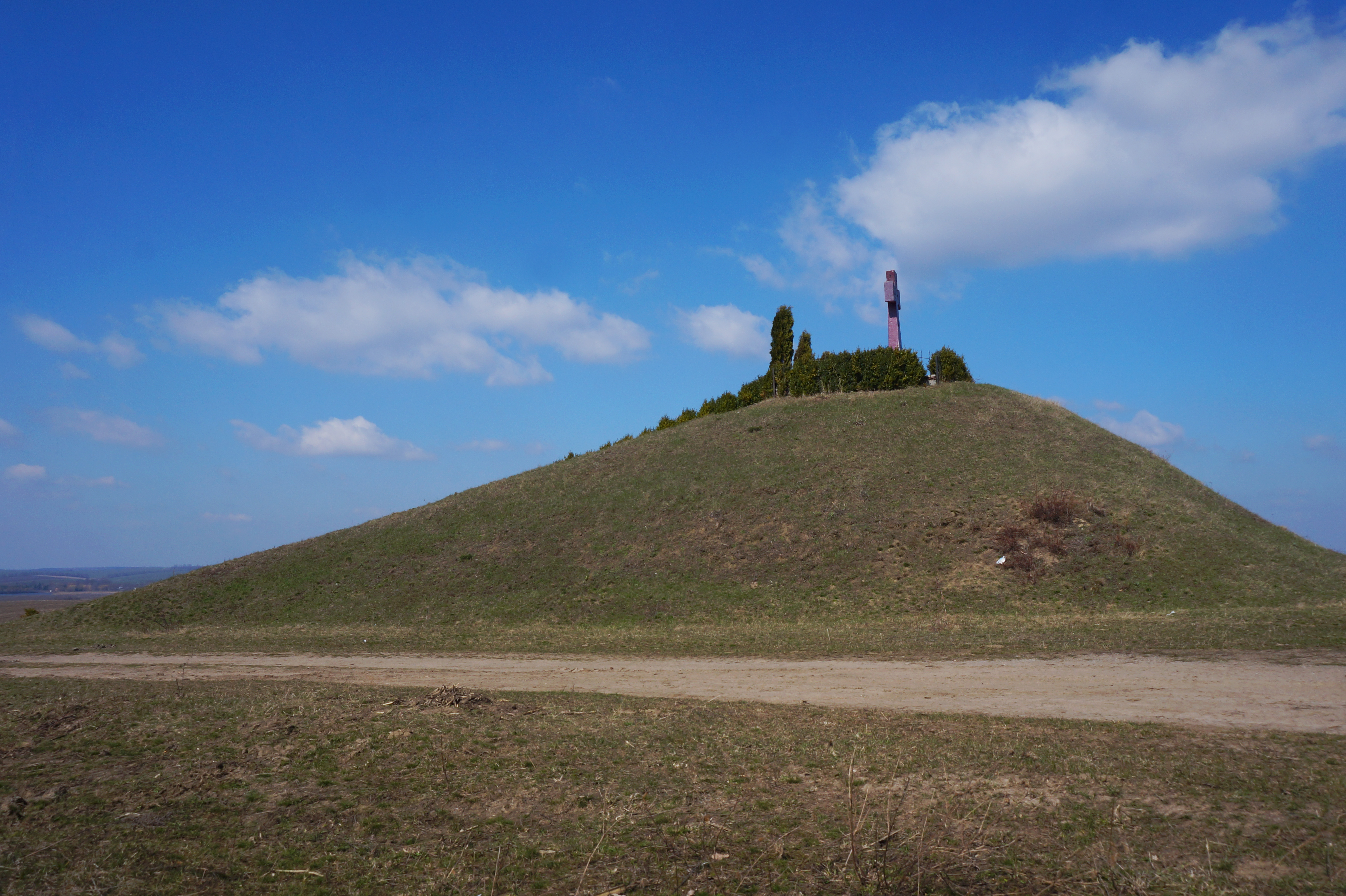
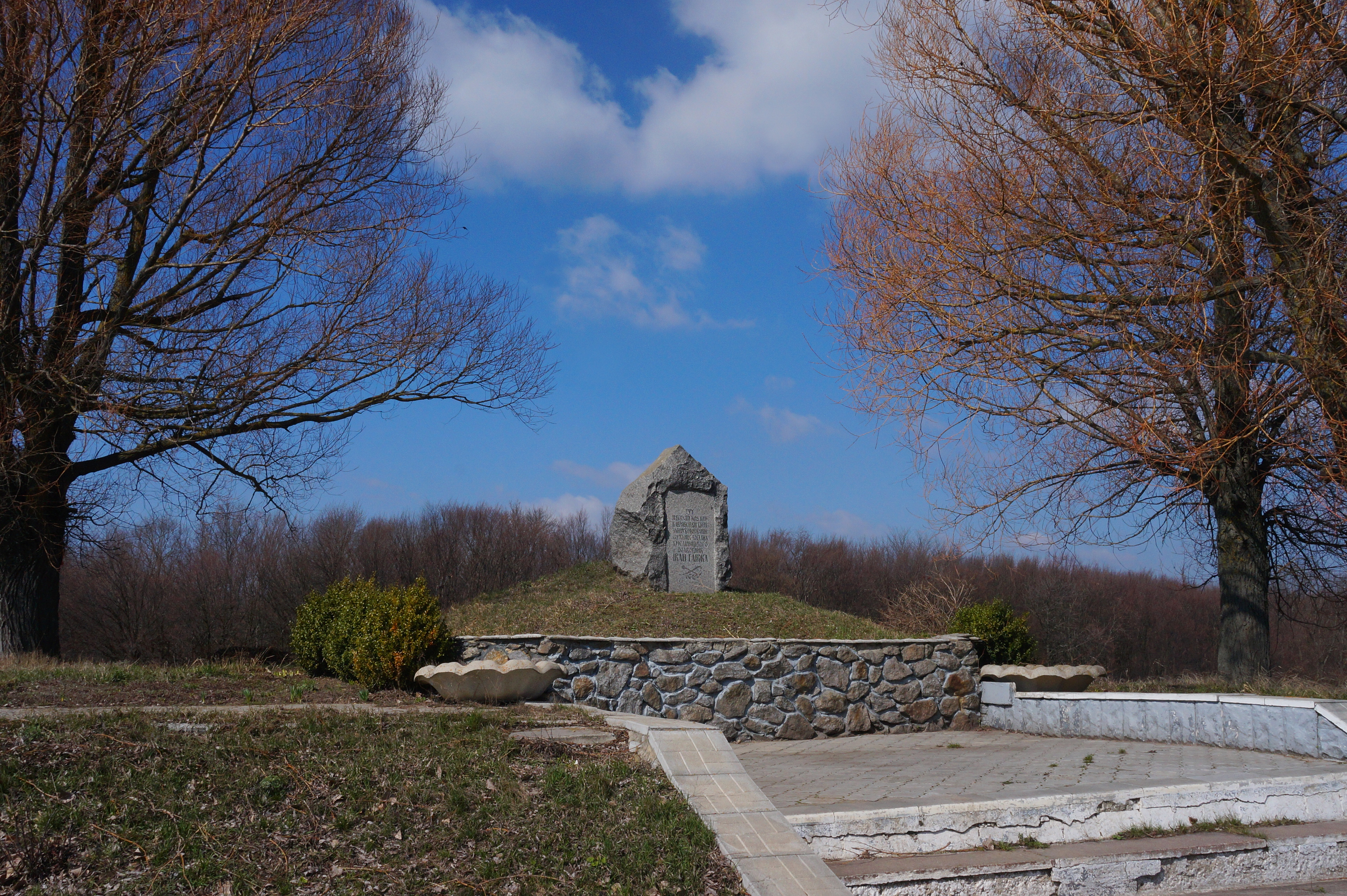
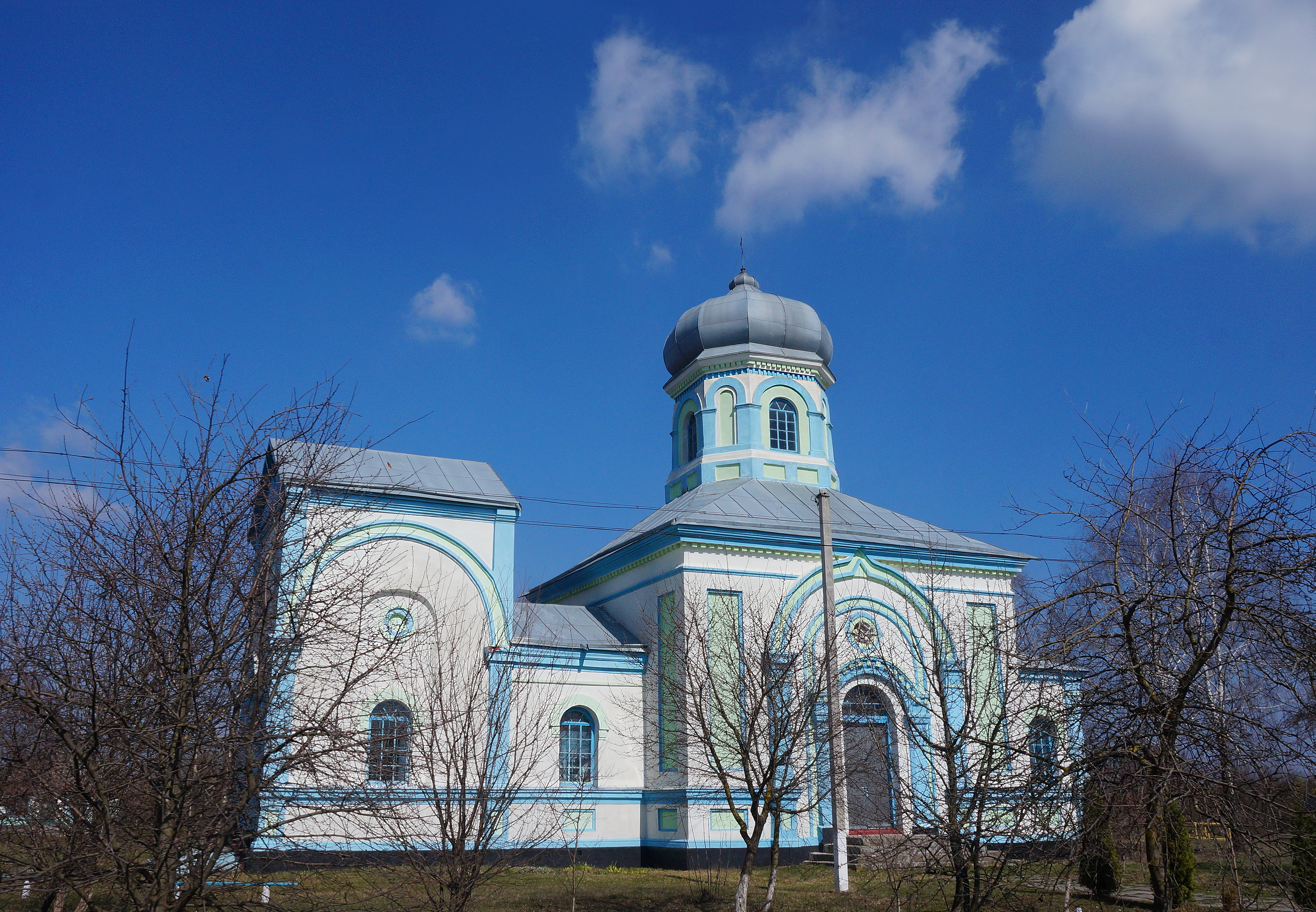

Церква св. Георгія збудована 1720 р. як уніатський храм, була дерев'яною. Нова церква збудована у 1824—1834 р. р. за декілька сажнів на схід від старої — уже кам'яна одноверха. 1886 року прибудована дзвіниця. Парафія — на північному березі р. Іква, у західній частині.

## Відомі люди

### Народилися
- Бельке Густав — польський зоолог.

## Світлини

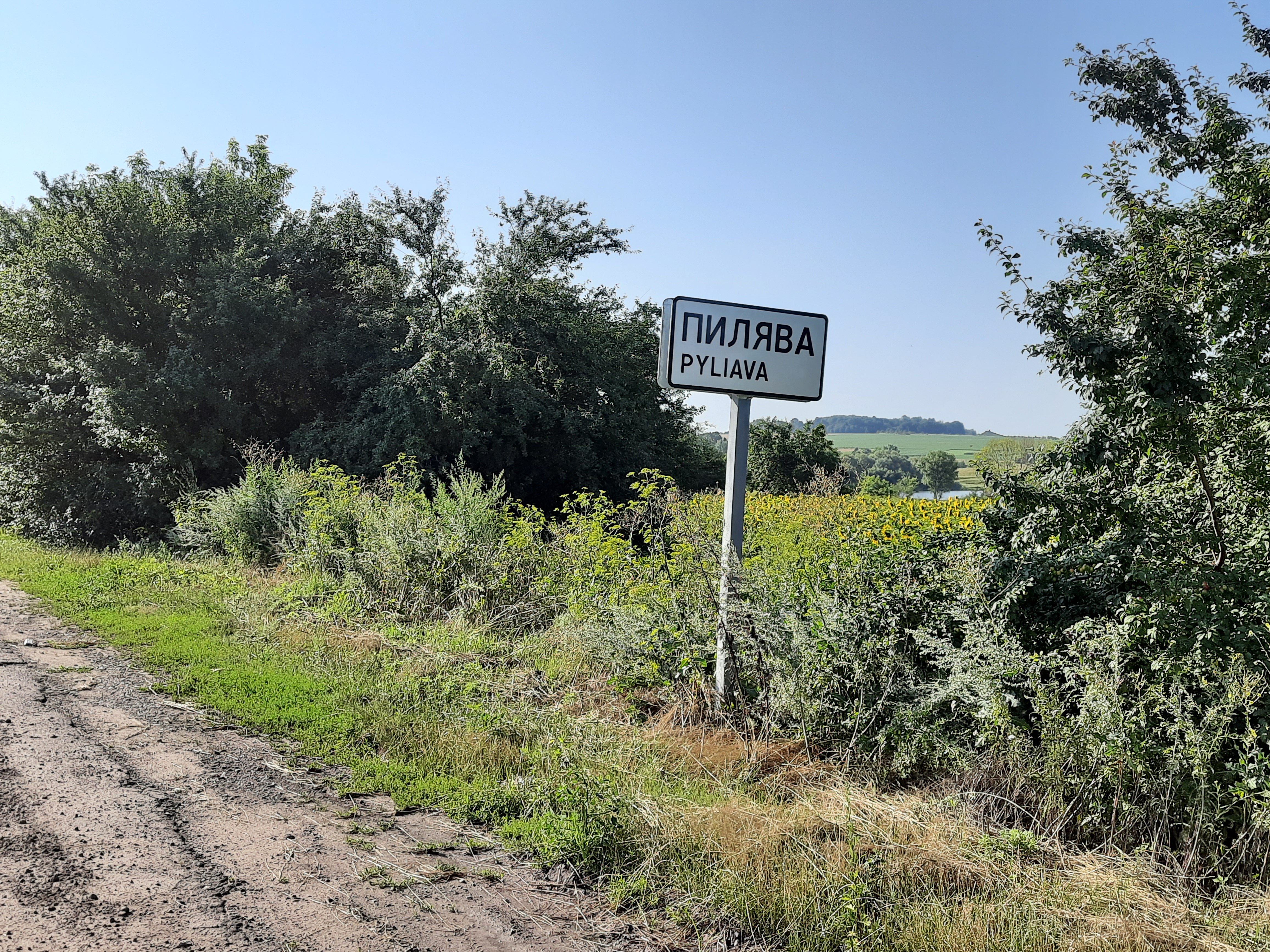
Дорожній знак при в'їзді в село
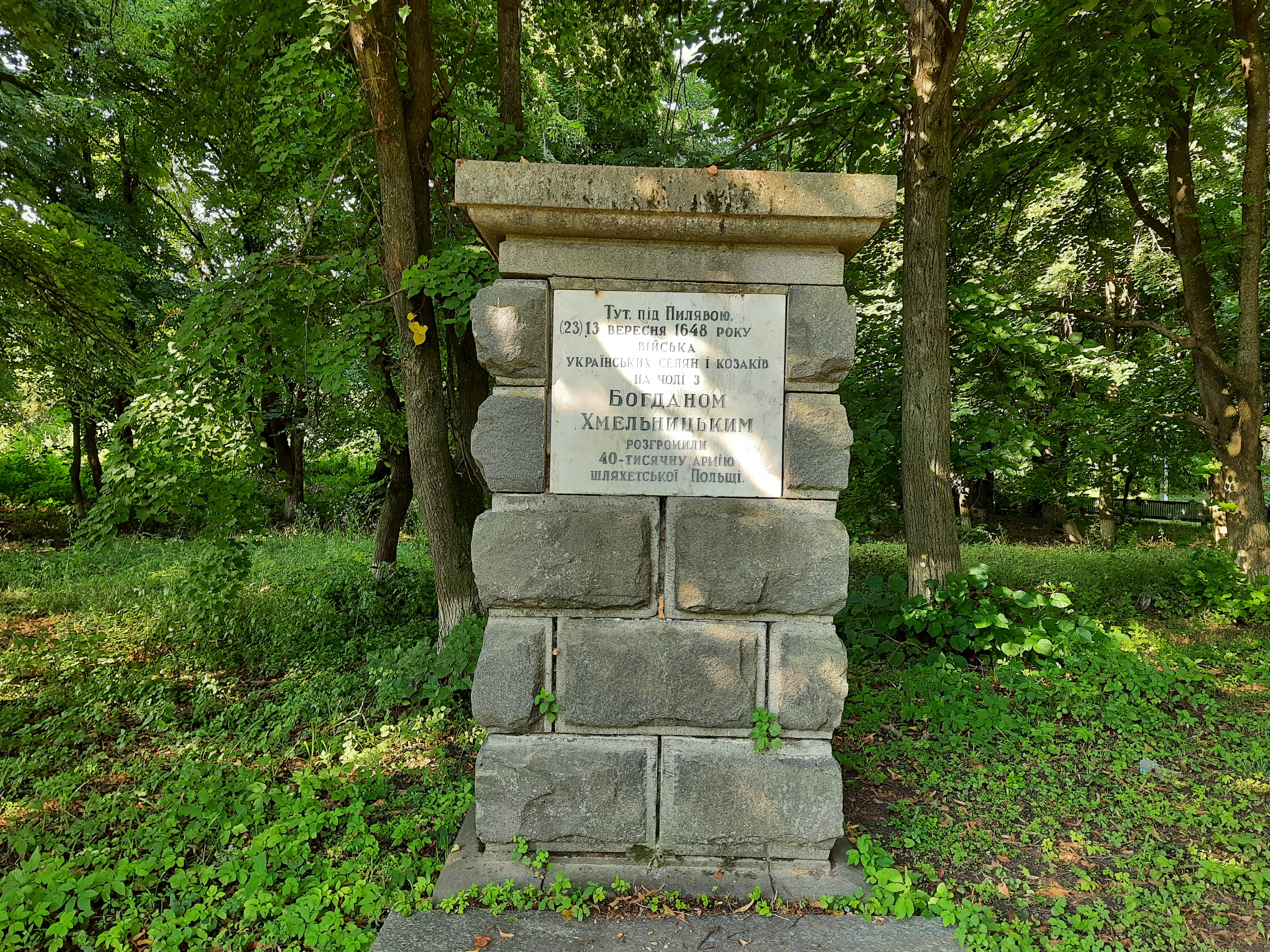
Пам'ятний знак з ногоди Пилявської битви
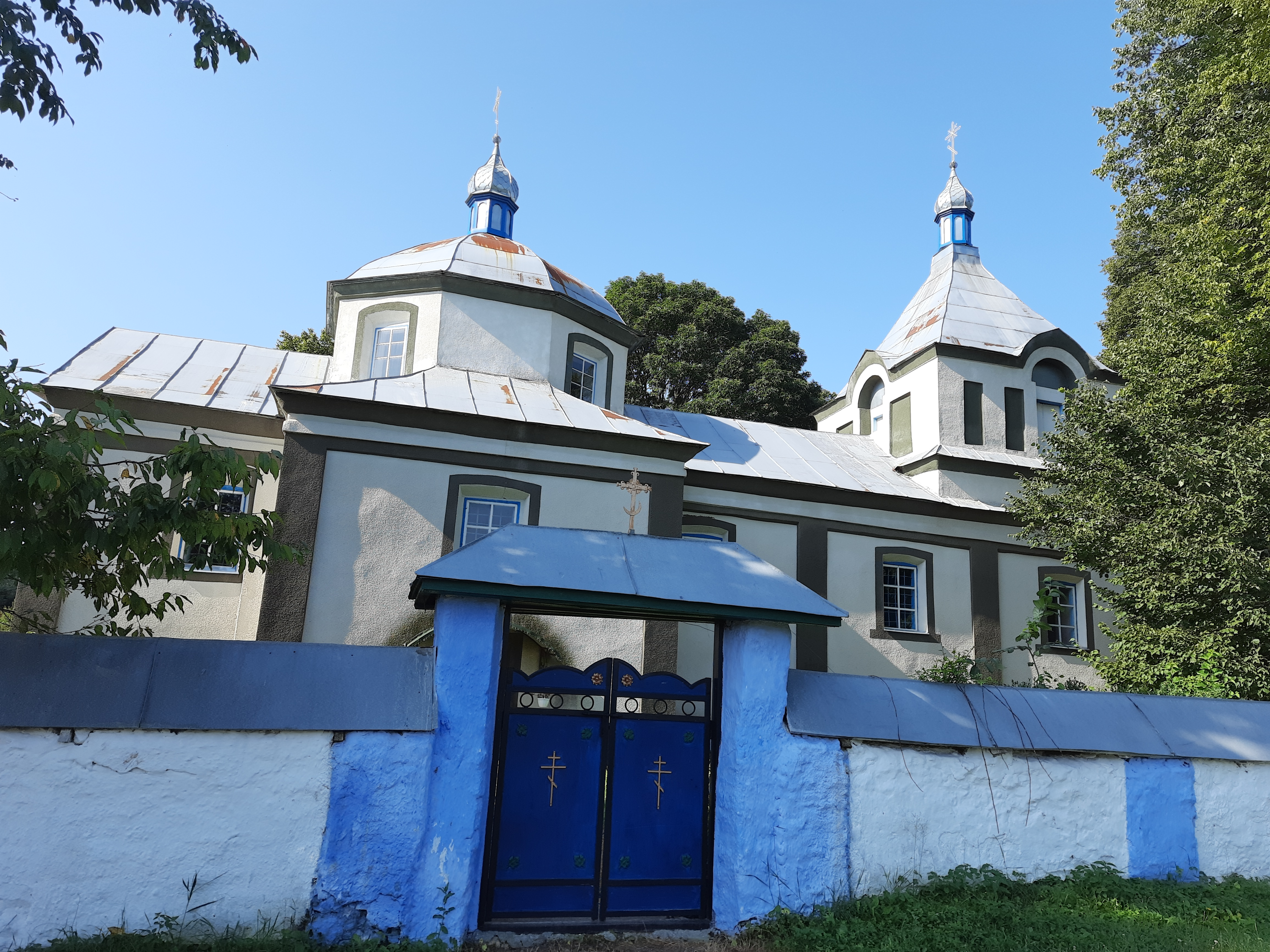
Церква Святого Георгія
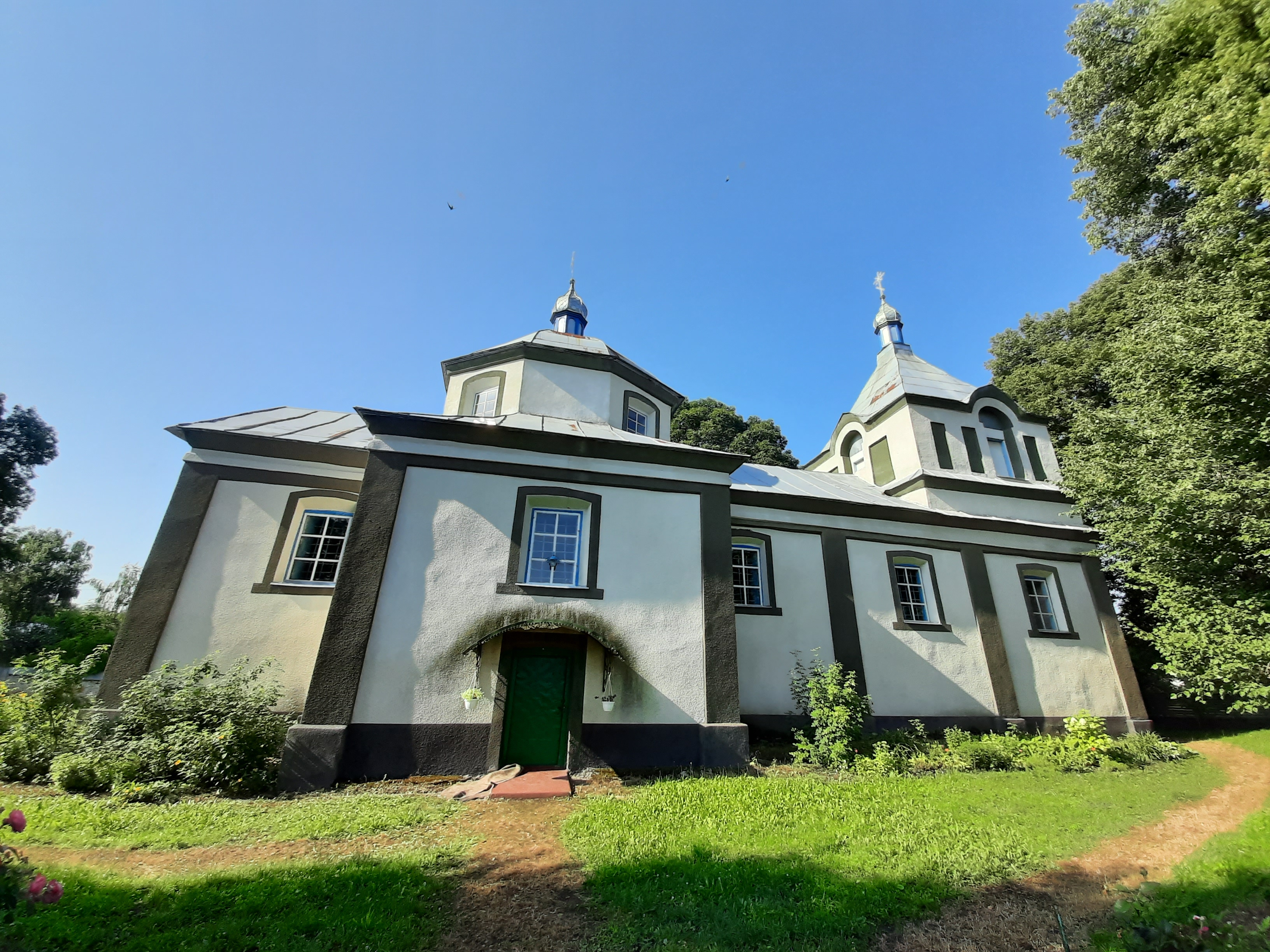
Церква Святого Георгія
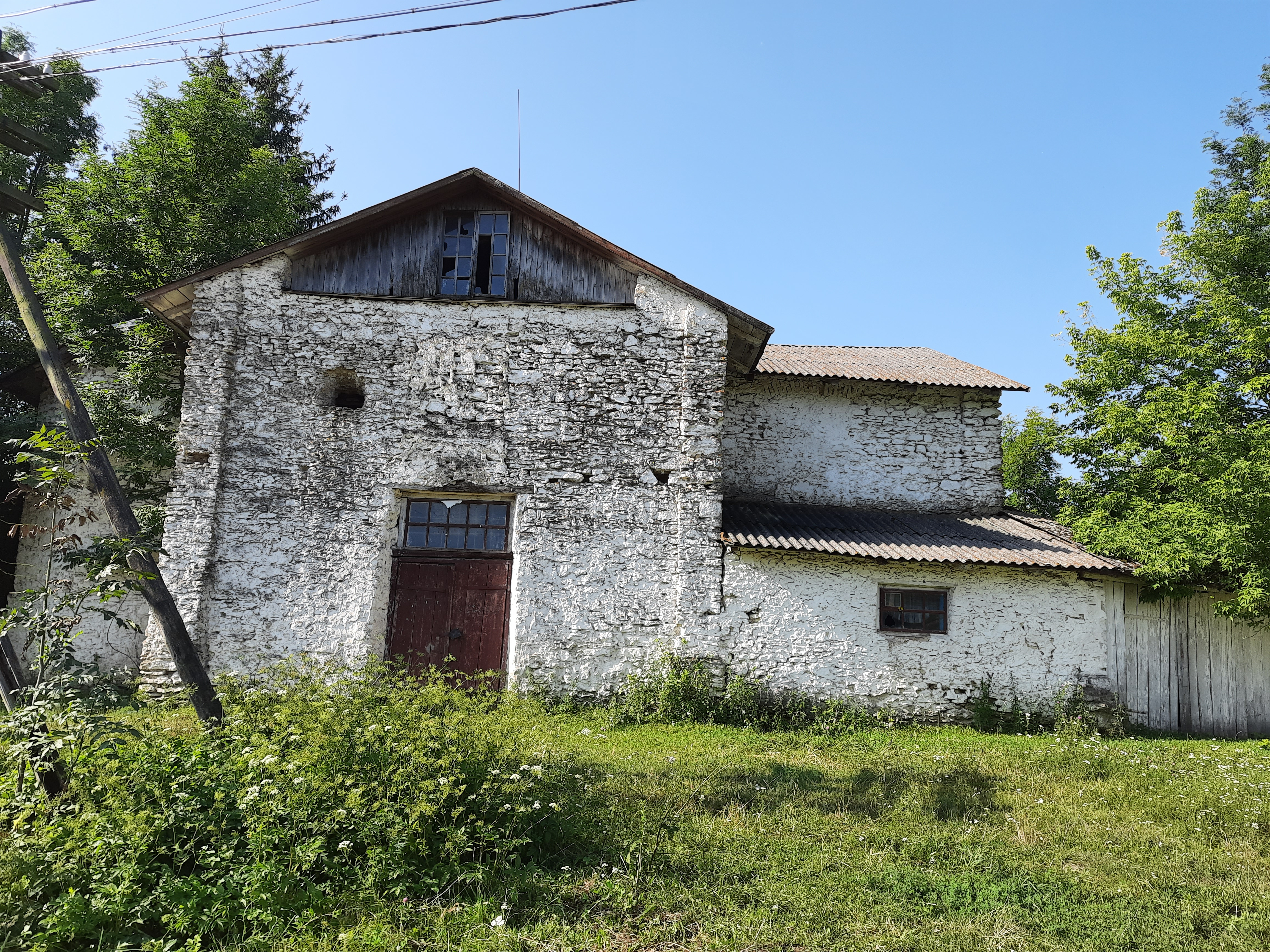
Старий млин
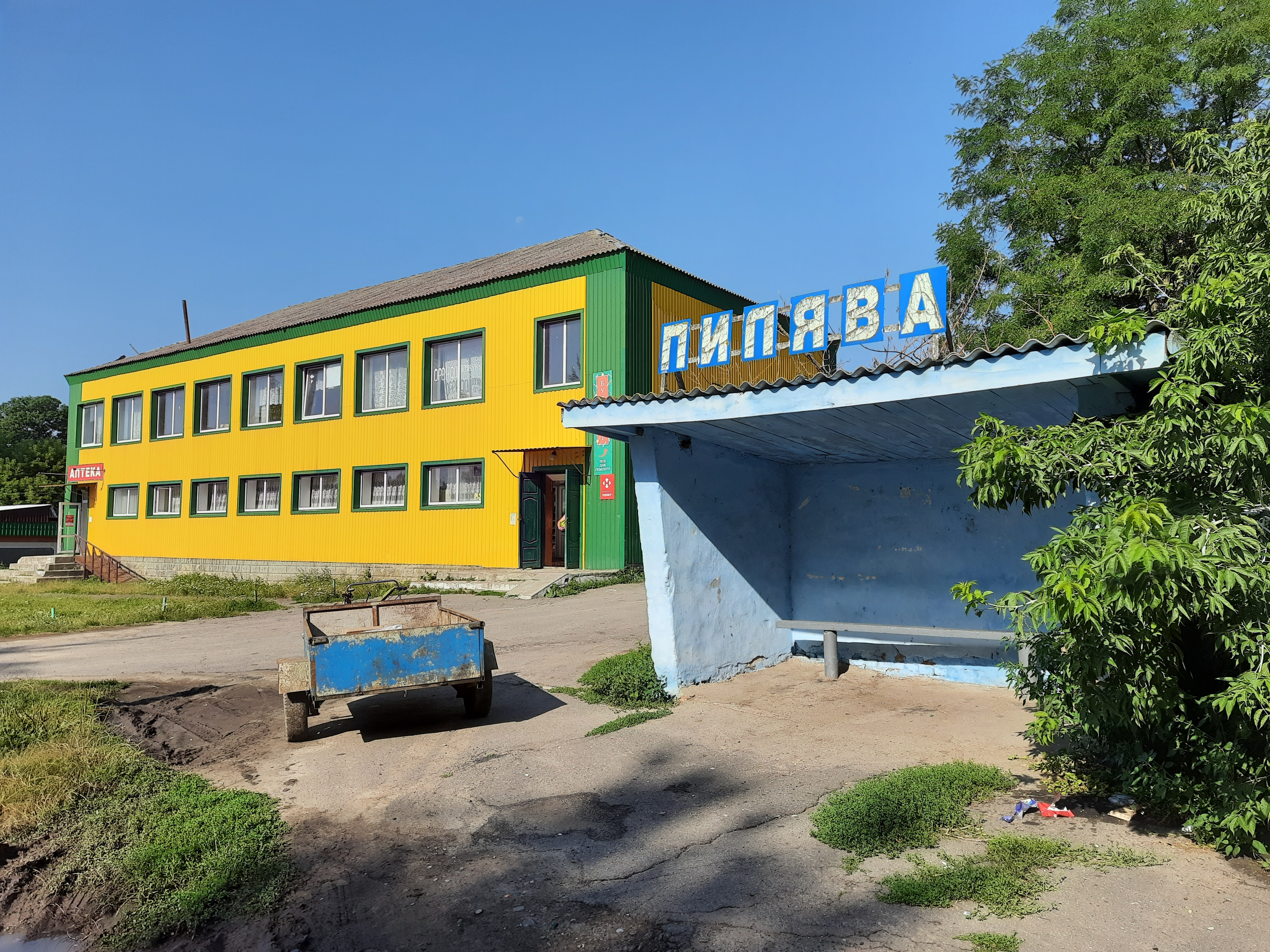
Автобусна зупинка
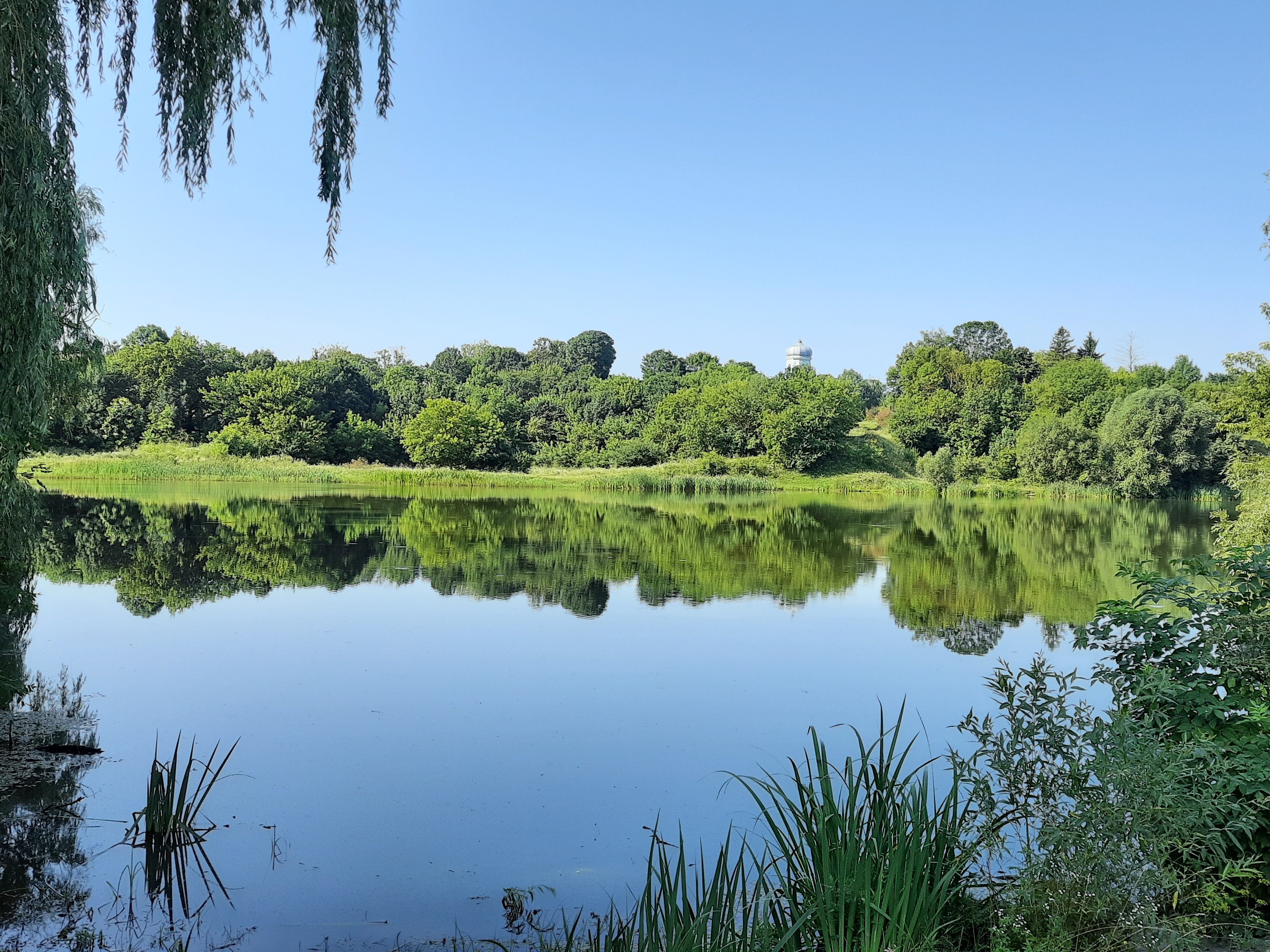
Став біля села